# Златирыт
Златирыт (болг. Златирът) — село в Болгарии. Находится в Старозагорской области, входит в общину Гурково. Население составляет 18 человек.

## Политическая ситуация
Златирыт подчиняется непосредственно общине и не имеет своего кмета.
Кмет (мэр) общины Гурково — Стоян Бонев Николов (Болгарская социалистическая партия (БСП)) по результатам выборов.